# Grit van Jüten
Grit van Jüten (* 17. April 1944 als Sigrid Jüterbock in Hamburg) ist eine deutsche Opernsängerin (Sopran).

## Leben
Grit van Jüten wuchs in ihrer Geburtsstadt Hamburg auf. Sie wollte ursprünglich ein naturwissenschaftliches Studium beginnen, absolvierte dann jedoch von 1963 bis 1967 eine Gesangsausbildung zur Opern- und Konzertsängerin an der Musikhochschule München und der Universität München. Sie erhielt zwei Erste Preise bei internationalen Musikwettbewerben. Nebenbei arbeitete sie gelegentlich als Fotomodell und Mannequin bei Modenschauen.
Sie debütierte 1966 in München am Staatstheater am Gärtnerplatz als Jungfer Anna Reich in der romantischen Oper Die lustigen Weiber von Windsor. Im April 1969 sang sie am Opernhaus Nürnberg die Nedda in einer Neuinszenierung der Oper Der Bajazzo. Von 1970 bis 1977 war sie als lyrische Koloratursopranistin und als lyrischer Sopran am Nationaltheater Mannheim engagiert. Gleichzeitig hatte sie Gastverträge mit der Bayerischen Staatsoper, dem Staatstheater am Gärtnerplatz und dem Opernhaus Nürnberg. Sie sang 1972 in München in der Uraufführung der Oper Cornelia Faroli von Rafael Kubelík und 1980 in der Uraufführung der Oper Chenaux von Richard Müller-Lampertz. Seit 1977 war van Jüten freischaffend tätig und ging einer umfangreichen und internationalen Gastspieltätigkeit nach. Sie sang unter anderem an der Staatsoper Stuttgart, an der Deutschen Oper am Rhein, an der Wiener Volksoper, am Staatstheater Wiesbaden, an der Oper Frankfurt, am Staatstheater Kassel und am Opernhaus Essen. Im Ausland trat sie in Amsterdam und Zürich auf. 1977 gastierte sie als Blumenmädchen in der Oper Parsifal am Opernhaus von Lyon. 1984 gastierte sie an der Staatsoper Prag und an der Staatsoper Bratislava. 1987 sang sie in Prag die Titelrolle in der Oper Margarete.
Grit van Jüten sang ein breitgefächertes Repertoire, das schwerpunktmäßig die lyrischen Koloraturpartien in den Opern von Wolfgang Amadeus Mozart (Konstanze in Die Entführung aus dem Serail, Königin der Nacht und Pamina in Die Zauberflöte, Susanna in Le nozze di Figaro, Despina in Così fan tutte), Gaetano Donizetti (Titelrolle in Lucia di Lammermoor), Giuseppe Verdi (Gilda in Rigoletto, Titelrolle in La Traviata), Jacques Offenbach (Olympia in Hoffmanns Erzählungen), Christoph Willibald Gluck (Eurydike in Orfeo ed Euridice), Domenico Cimarosa (Carolina in Die heimliche Ehe) und Richard Strauss (Aminta in Die schweigsame Frau) umfasste. Van Jüten sang auf der Bühne auch Operette, unter anderem die Adele in Die Fledermaus und die Hanna Glawari in Die lustige Witwe. Sie trat auch als Konzertsängerin hervor. Mit der Staatsphilharmonie Rheinland-Pfalz und dem Beethoven-Chor Ludwigshafen sang sie die Carmina Burana (Ludwigshafen 1979) und die Messa da Gloria von Giacomo Puccini (Ludwigshafen 1983).
Grit van Jüten hatte zahlreiche Auftritte im deutschen Fernsehen. Erstmals trat sie zu Anfang ihrer Karriere 1965 in einer Weihnachtssendung des deutschen Fernsehens auf. Sie war später unter anderem zu Gast in den Sendungen Erkennen Sie die Melodie? (1972), Zauber der Musik (ARD 1974), Zum Blauen Bock (1986), im ARD-Wunschkonzert mit Eröffnung der ARD-Fernsehlotterie (1986) und Einer wird gewinnen (Januar 1983 in Ludwigshafen am Rhein). 1989 trat sie in der Fernsehshow Ich lade gern mir Freunde zum 65. Geburtstag des Entertainers Heinz Schenk auf; dort sang sie gemeinsam mit Peter Minich ein Medley mit Melodien von Franz Grothe.
Seit November 1968 ist sie Mitglied der Deutschen Bühnengenossenschaft (Genossenschaft Deutscher Bühnen-Angehöriger; GDBA).
Grit van Jüten ist katholisch, heiratete 1968 den Diplom-Ingenieur und Architekten Hanno Bauer, mit dem sie 1982 in Die Montagsmaler auftrat, und lebte lange Jahre in Dortmund in der Derner-Straße; mittlerweile wohnt sie in Lünen.

## Tondokumente
Von Grit van Jüten existieren zahlreiche Tondokumente. Dabei handelt es Aufnahmen von Liedern, Opern und Operetten, die hauptsächlich bei dem Schallplattenlabel EMI veröffentlicht wurden. Es entstanden unter anderem die Gesamtaufnahmen von Orpheus in der Unterwelt (als Diana) und Im weißen Rößl (als Ottilie).
1982 sang sie beim Label Acanta/Bellaphon die Julia de Weert in einer Gesamtaufnahme der Operette Der Vetter aus Dingsda  an der Seite von René Kollo. Es spielte das Kölner Rundfunkorchester; Dirigent war Heinz Geese. Beim Bayerischen Rundfunk entstand 1980 mit dem Münchner Rundfunkorchester unter der musikalischen Leitung von Peter Falk auch eine Rundfunkgesamtaufnahme der Operette Der Vetter aus Dingda mit Grit van Jüten als Julia de Weert, in der Adolf Dallapozza ihr Tenorpartner ist.
1978 sang sie außerdem in einer Rundfunkaufnahme des Westdeutschen Rundfunks die Marguérite Duménil in einer Gesamtaufnahme der Operette Der Opernball; ihre Partner waren Benno Kusche, Hermann Winkler und Trudeliese Schmidt.